# Pico Alto
Pico Alto är ett berg i Brasilien.   Det ligger i kommunen Pacoti och delstaten Ceará, i den östra delen av landet, 1 600 km nordost om huvudstaden Brasília. Toppen på Pico Alto är 1 114 meter över havet.
Terrängen runt Pico Alto är huvudsakligen kuperad. Pico Alto är den högsta punkten i trakten. Närmaste större samhälle är Baturité, 10,7 km söder om Pico Alto.
Omgivningarna runt Pico Alto är en mosaik av jordbruksmark och naturlig växtlighet. Runt Pico Alto är det ganska glesbefolkat, med 42 invånare per kvadratkilometer.